# I Fought the Law (TV-serie)
I Fought the Law är en brittisk kriminaldramaserie som har premiär på ITV den 31 augusti 2025. Den första säsongen, som består av fyra avsnitt, är baserad på verkliga händelser.

## Handling
22-åriga Julie försvann i Birmingham 1989 och hennes kropp hittades 80 dagar senare. Gärningsmannen friades två gånger på grund av ogiltigförklarade rättegångar men erkände senare mordet. Den i Storbritannien gamla lagen om dubbel lagföring hindrade en ny rättegång, tills rättvisa för Julie slutligen kunde skipas.

## Rollista (i urval)
- Sheridan Smith - Ann Ming
- Daniel York Loh - Charlie Ming
- Enzo Cilenti - Mark Braithwaite
- Victoria Wyant - Julie Hogg
- Andrew Lancel
- Rufus Jones
- Aimée Kelly - Judith Morden